# La Loma (Durango)
La Loma es una localidad del estado mexicano de Durango. Es parte del municipio de Lerdo.

## Demografía
| Gráfica de evolución demográfica |
|                                  |

| Censo | Población |
| ----- | --------- |
| 1900  | 707       |
| 1910  | 760       |
| 1921  | 642       |
| 1930  | 460       |
| 1940  | 697       |
| 1950  | 631       |
| 1960  | 1 373     |
| 1970  | 1 940     |
| 1980  | 2 703     |
| 1990  | 3 263     |
| 2000  | 3 616     |
| 2010  | 4 045     |
| 2020  | 4 229     |